# Monte Santo António
O Monte (ou Pico de) Santo António, com 379 m de altitude, é o segundo pico mais elevado da ilha da Boa Vista, no arquipélago de Cabo Verde.  Tem origem vulcânica e fica situado a 20 km suloeste de Sal Rei. Localização próximo de Rocha Estância e oeste de Monte Estância, uma de trěs formosos geográficas da ilha, uma formoso morfológica com altura de base semicircular situada na plano de Alcanza com diferencias de altitude na 320 metros. O monte encontra-se classificado como reserva natural protegida.

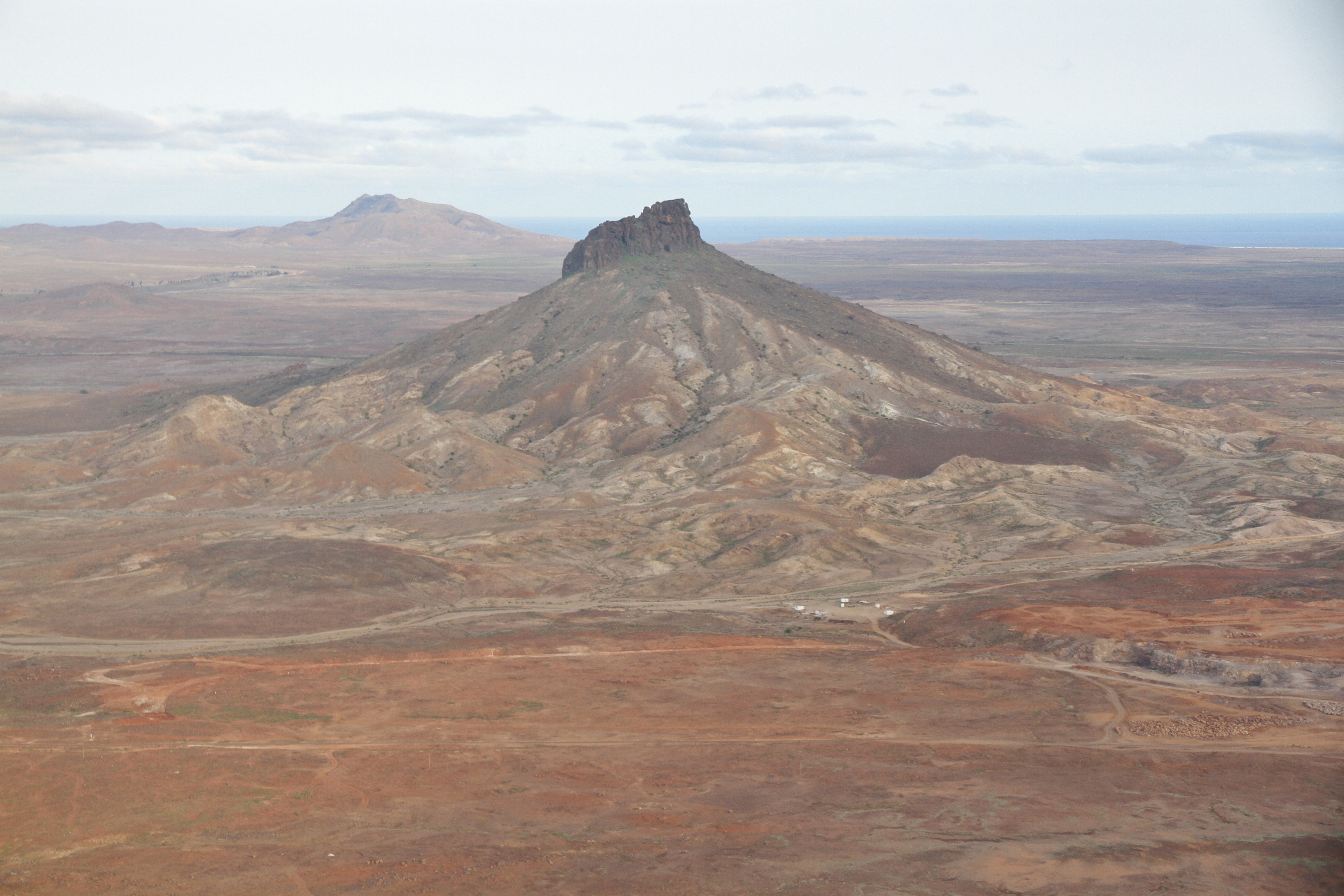
Vista de aerea de Pico do/Monte Santo António com zona suloeste da ilha e Rocha Estância

## Ver tambêm
- Lista de montanhas de Cabo Verde
- Áreas protegidas de Cabo Verde